# Jacob Moritz Blumberg
Jacob Moritz Blumberg (1873 - 1955) foi um cirurgião alemão, inventor e homônimo do sinal de Blumberg.